# 四鹤街道
四鹤街道，是中华人民共和国福建省南平市延平区下辖的一个乡镇级行政单位。

## 行政区划
四鹤街道下辖以下地区：
延福社区、紫芝社区、马坑社区、进贤社区、昼锦社区、杨西社区、新建社区、沙溪口社区、官沙田社区、长沙社区、西溪社区、杨东社区、西门桥社区、杨中社区和上洋村。